# Pentelicus orientalis
Pentelicus orientalis är en stekelart som beskrevs av Zhang, Xiao och Huang 2005. Pentelicus orientalis ingår i släktet Pentelicus och familjen sköldlussteklar. Inga underarter finns listade i Catalogue of Life.